# Коатепек (Коатепек, Веракруз)
Коатепек (шп. Coatepec) насеље је у Мексику у савезној држави Веракруз у општини Коатепек. Насеље се налази на надморској висини од 1191 м.

## Становништво
Према подацима из 2010. године у насељу је живело 53621 становника.

### Хронологија
| Година       | 2000                  | 2005                  | 2010                  |
| ------------ | --------------------- | --------------------- | --------------------- |
| Становништво | 45339 (21510 / 23829) | 49608 (23502 / 26106) | 53621 (25249 / 28372) |

### Попис
| \| \| м \| \| \| ж \| \| 0—2 \| 1.247 \| \| \| 1.250 \| \| 3—5 \| 1.459 \| \| \| 1.373 \| \| 6—11 \| 2.941 \| \| \| 2.730 \| \| 12—14 \| 1.374 \| \| \| 1.285 \| \| 15—17 \| 1.424 \| \| \| 1.441 \| \| 18—24 \| 3.209 \| \| \| 3.447 \| \| 60+ \| 2.408 \| \| \| 3.450 \| \| Просек : \| 29,9 \| \| \| 32,1 \| |       |  |  |       |
| |       |  |  |       |
| | м     |  |  | ж     |
| 0—2 | 1.247 |  |  | 1.250 |
| 3—5 | 1.459 |  |  | 1.373 |
| 6—11 | 2.941 |  |  | 2.730 |
| 12—14 | 1.374 |  |  | 1.285 |
| 15—17 | 1.424 |  |  | 1.441 |
| 18—24 | 3.209 |  |  | 3.447 |
| 60+ | 2.408 |  |  | 3.450 |
| Просек : | 29,9  |  |  | 32,1  |

| #   | Индикатор                                                                                        | Вредност |
| --- | ------------------------------------------------------------------------------------------------ | -------- |
| 1   | Становништво од 0 до 2 године                                                                    | 2497     |
| 2   | Мушко становништво од 0 до 2 године                                                              | 1247     |
| 3   | Женско становништво од 0 до 2 године                                                             | 1250     |
| 4   | Становништво са 3 и више година                                                                  | 50751    |
| 5   | Мушко становништво са 3 и више година                                                            | 23815    |
| 6   | Женско становништво са 3 и више година                                                           | 26936    |
| 7   | Становништво са 5 и више година                                                                  | 48847    |
| 8   | Мушко становништво са 5 и више година                                                            | 22854    |
| 9   | Женско становништво са 5 и више година                                                           | 25993    |
| 10  | Становништво са 12 и више година                                                                 | 42248    |
| 11  | Мушко становништво са 12 и више година                                                           | 19415    |
| 12  | Женско становништво са 12 и више година                                                          | 22833    |
| 13  | Становништво са 15 и више година                                                                 | 39589    |
| 14  | Мушко становништво са 15 и више година                                                           | 18041    |
| 15  | Женско становништво са 15 и више година                                                          | 21548    |
| 16  | Становништво са 18 и више година                                                                 | 36724    |
| 17  | Мушко становништво са 18 и више година                                                           | 16617    |
| 18  | Женско становништво са 18 и више година                                                          | 20107    |
| 19  | Становништво од 3 до 5 година                                                                    | 2832     |
| 20  | Мушко становништво од 3 до 5 година                                                              | 1459     |
| 21  | Женско становништво од 3 до 5 година                                                             | 1373     |
| 22  | Становништво од 6 до 11 година                                                                   | 5671     |
| 23  | Мушко становништво од 6 до 11 година                                                             | 2941     |
| 24  | Женско становништво од 6 до 11 година                                                            | 2730     |
| 25  | Становништво од 8 до 14 година                                                                   | 6391     |
| 26  | Мушко становништво од 8 до 14 година                                                             | 3285     |
| 27  | Женско становништво од 8 до 14 година                                                            | 3106     |
| 28  | Становништво од 12 до 14 година                                                                  | 2659     |
| 29  | Мушко становништво од 12 до 14 година                                                            | 1374     |
| 30  | Женско становништво од 12 до 14 година                                                           | 1285     |
| 31  | Становништво од 15 до 17 година                                                                  | 2865     |
| 32  | Мушко становништво од 15 до 17 година                                                            | 1424     |
| 33  | Женско становништво од 15 до 17 година                                                           | 1441     |
| 34  | Становништво од 18 до 24 године                                                                  | 6656     |
| 35  | Мушко становништво од 18 до 24 године                                                            | 3209     |
| 36  | Женско становништво од 18 до 24 године                                                           | 3447     |
| 37  | Женско становништво од 15 до 49 година                                                           | 15386    |
| 38  | Становништво са 60 и више година                                                                 | 5858     |
| 39  | Мушко становништво са 60 и више година                                                           | 2408     |
| 40  | Женско становништво са 60 и више година                                                          | 3450     |
| 41  | Однос између мушкараца и жена                                                                    | 88.99    |
| 42  | Становништво од нуле до 14 година                                                                | 13659    |
| 43  | Становништво од 15 до 64 године                                                                  | 35490    |
| 44  | Становништво од 65 година и више                                                                 | 4099     |
| 45  | Просечан број деце                                                                               | 1.99     |
| 46  | Становништво рођено у ентитету                                                                   | 48943    |
| 47  | Мушко становништво рођено у ентитету                                                             | 22983    |
| 48  | Женско становништво рођено у ентитету                                                            | 25960    |
| 49  | Становништво рођено у другом ентитету                                                            | 3984     |
| 50  | Мушко становништво рођено у другом ентитету                                                      | 1908     |
| 51  | Женско становништво рођено у другом ентитету                                                     | 2076     |
| 52  | Становништво од 5 година и више резидентно у ентитету у јуну 2005. године                        | 47243    |
| 53  | Мушко становништво старосног доба од 5 година и више, резидентно у ентитету у јуну 2005. године  | 22040    |
| 54  | Женско становништво старосног доба од 5 и више година, резидентно у ентитету у јуну 2005. године | 25203    |
| 55  | Становништво од 5 година и више које је живело у другом ентитету у јуну 2005. године             | 1179     |
| 56  | Мушко становништво старије од 5 година које је живело у другом ентитету у јуну 2005. године      | 564      |
| 57  | Женско становништво старије од 5 година које је живело у другом ентитету у јуну 2005. године     | 615      |
| 58  | Становништво од 3 године и више које говори аутохтони језик                                      | 132      |
| 59  | Мушко становништво старо 3 године и више које говори аутохтони језик                             | 65       |
| 60  | Женско становништво старо 3 године и више које говори аутохтони језик                            | 67       |
| 61  | Становништво од 3 године и више које говори аутохтони језик и не говори шпански језик            | 0        |
| 62  | Мушко становништво старо 3 године и више које говори аутохтони језик и не говори шпански         | 0        |
| 63  | Женско становништво старо 3 године и више које говори аутохтони језик и не говори шпански језик  | 0        |
| 64  | Становништво старо 3 године и више које говори аутохтони језик и шпански                         | 89       |
| 65  | Мушко становништво старо 3 године и више које говори аутохтони језик и шпански                   | 45       |
| 66  | Женско становништво старо 3 године и више које говори аутохтони језик и шпански                  | 44       |
| 67  | Становништво од 5 година и више које говори аутохтони језик                                      | 129      |
| 68  | Становништво од 5 година и више које говори аутохтони језик и не говори шпански језик            | 0        |
| 69  | Становништво од 5 година и више које говори аутохтони језик и говори шпански језик               | 88       |
| 70  | Становништво у домородачким домаћинствима                                                        | 267      |
| 71  | Становништво са ограничењима у активностима                                                      | 1790     |
| 72  | Становништво са ограниченим ходањем или кретањем, горе или доле                                  | 761      |
| 73  | Становници са ограничењима вида, чак и уз кориштење сочива                                       | 578      |
| 74  | Становништво са ограничењима говора, комуникације или конверзације                               | 150      |
| 75  | Становништво са ограниченим слухом                                                               | 219      |
| 76  | Становништво са ограничењима при одевању, купању или јелу                                        | 76       |
| 77  | Становништво са ограничењима у опажању или учењу једноставних ствари                             | 73       |
| 78  | Становништво са менталним ограничењима                                                           | 186      |
| 79  | Становништво без ограничења активности                                                           | 51259    |
| 80  | Становништво од 3 до 5 година које не похађа школу                                               | 1303     |
| 81  | Мушко становништво од 3 до 5 година које не похађа школу                                         | 654      |
| 82  | Женско становништво од 3 до 5 година које не похађа школу                                        | 649      |
| 83  | Становништво од 6 до 11 година које не похађа школу                                              | 151      |
| 84  | Мушко становништво од 6 до 11 година које не похађа школу                                        | 70       |
| 85  | Женско становништво од 6 до 11 година које не похађа школу                                       | 81       |
| 86  | Становништво од 12 до 14 година које не похађа школу                                             | 206      |
| 87  | Мушко становништво од 12 до 14 година које не похађа школу                                       | 123      |
| 88  | Женско становништво од 12 до 14 година које не похађа школу                                      | 83       |
| 89  | Становништво од 15 до 17 година похађа школу                                                     | 2091     |
| 90  | Мушко становништво од 15 до 17 година похађа школу                                               | 994      |
| 91  | Женско становништво између 15 и 17 година живота у школи                                         | 1097     |
| 92  | Становништво од 18 до 24 године похађа школу                                                     | 2452     |
| 93  | Мушко становништво од 18 до 24 године похађа школу                                               | 1174     |
| 94  | Женско становништво од 18 до 24 године похађа школу                                              | 1278     |
| 95  | Становништво од 8 до 14 година које не може да чита и пише                                       | 121      |
| 96  | Мушко становништво старосног доба од 8 до 14 година које не може да чита и пише                  | 70       |
| 97  | Женско становништво старосног доби од 8 до 14 година које не може да чита и пише                 | 51       |
| 98  | Становништво од 15 година и више које је неписмено                                               | 2164     |
| 99  | Мушко становништво од 15 година и више које је неписмено                                         | 721      |
| 100 | Женско становништво од 15 година и више које је неписмено                                        | 1443     |
| 101 | Становништво старо 15 и више година без школовања                                                | 2497     |
| 102 | Мушко становништво старо 15 и више година без школовања                                          | 899      |
| 103 | Женско становништво старо 15 и више година без школовања                                         | 1598     |
| 104 | Становништво старосног доба 15 и више година са непотпуним основним образовањем                  | 4723     |
| 105 | Мушко становништво старосног доба од 15 година и више са непотпуном основним образовањем         | 2003     |
| 106 | Женско становништво старосног доба 15 и више година са непотпуном основним образовањем           | 2720     |
| 107 | Становништво старо 15 и више година са комплетним основним образовањем                           | 5466     |
| 108 | Мушко становништво старо 15 година и више са комплетним основним образовањем                     | 2594     |
| 109 | Женско становништво старо 15 и више година са комплетним основним образовањем                    | 2872     |
| 110 | Становништво старосног доба 15 и више година са непотпуним средњим образовањем                   | 2195     |
| 111 | Мушко становништво старосног доба од 15 година и више са непотпуним средњим образовањем          | 1140     |
| 112 | Женско становништво старосног доба од 15 година и више са непотпуним средњим образовањем         | 1055     |
| 113 | Становништво старо 15 и више година са пуним секундарном образовањем                             | 7344     |
| 114 | Мушко становништво старосног доба од 15 година и више са пуним секундарном образовањем           | 3448     |
| 115 | Женско становништво старосног доба од 15 година и више са пуним секундарном образовањем          | 3896     |
| 116 | Становништво старије од 18 година са постосновним образовањем                                    | 16191    |
| 117 | Мушко становништво старије од 18 година са постосновним образовањем                              | 7468     |
| 118 | Женско становништво старије од 18 година са постосновним образовањем                             | 8723     |
| 119 | Просечна оцена школовања                                                                         | 9.3      |
| 120 | Просечан ниво образовања мушке популације                                                        | 9.51     |
| 121 | Просечан ниво образовања женског становништва                                                    | 9.13     |
| 122 | Економски активно становништво                                                                   | 24098    |
| 123 | Економски активна мушка популација                                                               | 14404    |
| 124 | Економски активна женска популација                                                              | 9694     |
| 125 | Становништво које није економски активно                                                         | 18020    |
| 126 | Мушко становништво које није економски активно                                                   | 4947     |
| 127 | Женско становништво које није економски активно                                                  | 13073    |
| 128 | Запослено становништво                                                                           | 23323    |
| 129 | Запослено мушко становништво                                                                     | 13831    |
| 130 | Запослено женско становништво                                                                    | 9492     |
| 131 | Незапослена популација                                                                           | 775      |
| 132 | Незапослена мушка популација                                                                     | 573      |
| 133 | Незапослена женска популација                                                                    | 202      |
| 134 | Становништво без права на здравствене услуге                                                     | 23124    |
| 135 | Становништво које има право на здравствене услуге                                                | 30073    |
| 136 | Становништво које има право на ИМСС                                                              | 19142    |
| 137 | Становништво које има право на социјално осигурање                                               | 3101     |
| 138 | Становништво које има право на државно социјално осигурање                                       | 134      |
| 139 | Становништво које има право на опште осигурање или здравствено осигурање за нову генерацију      | 6853     |
| 140 | Становништво које је било једном или није било у браку током 12 година и више                    | 15255    |
| 141 | Венчано или уједињено становништво од 12 година и више                                           | 21828    |
| 142 | Становништво које је било у браку или уједињено 12 година и више                                 | 5137     |
| 143 | Становништво са католичком религијом                                                             | 47122    |
| 144 | Протестанти, еванђелисти и библијски следбеници различити од еванђелиста                         | 3596     |
| 145 | Становништво са другим религијама различитим од претходних                                       | 49       |
| 146 | Становништво без религије                                                                        | 1979     |
| 147 | Укупно пописаних домаћинства                                                                     | 14269    |
| 148 | Пописна домаћинства на челу са мушкарцима                                                        | 9676     |
| 149 | Пописна домаћинства на челу са женама                                                            | 4593     |
| 150 | Становништво у пописним домаћинствима                                                            | 53202    |
| 151 | Становништво у пописним домаћинствима на челу са мушкарцима                                      | 38094    |
| 152 | Становништво у пописним домаћинствима на челу са женама                                          | 15108    |
| 153 | Укупно домаћинстава                                                                              | 16536    |
| 154 | Укупно насељених домаћинстава                                                                    | 14397    |
| 155 | Укупно приватних кућа                                                                            | 16408    |
| 156 | Насељени приватни домови                                                                         | 14269    |
| 157 | Укупно насељених приватних кућа                                                                  | 14391    |
| 158 | Ненасељене приватне куће                                                                         | 1462     |
| 159 | Појединачна домаћинства за привремену употребу                                                   | 677      |
| 160 | Становници у насељеним приватним кућама                                                          | 53202    |
| 161 | Насељеност станара у приватним становима                                                         | 3.73     |
| 162 | Просечно становника по соби у приватним насељеним домаћинствима                                  | 0.98     |
| 163 | Појединачна домаћинства са подовима од различитих материјала од земље                            | 13572    |
| 164 | Појединачна домаћинства у приземљу                                                               | 667      |
| 165 | Појединачна домаћинства са једном спаваћом собом                                                 | 5871     |
| 166 | Појединачна домаћинства са две спаваће собе и више                                               | 8381     |
| 167 | Појединачна домаћинства са једним собом                                                          | 1881     |
| 168 | Појединачна домаћинства са две собе                                                              | 2391     |
| 169 | Појединачна домаћинства са 3 собе и више                                                         | 9974     |
| 170 | Појединачна домаћинства која имају електрично светло                                             | 14169    |
| 171 | Појединачна домаћинства која немају електрично светло                                            | 82       |
| 172 | Појединачна домаћинства која имају водоводну воду у стамбеном простору                           | 14022    |
| 173 | Појединачна домаћинства која немају водоводну воду у стамбеном простору                          | 215      |
| 174 | Појединачна домаћинства која имају тоалет                                                        | 14211    |
| 175 | Појединачна домаћинства која имају канализацију                                                  | 14172    |
| 176 | Појединачна домаћинства која немају канализацију                                                 | 57       |
| 177 | Појединачна домаћинства која имају електрично светло, довод воде из јавне мреже и канализацију   | 13921    |
| 178 | Појединачна домаћинства без икаквих услова                                                       | 154      |
| 179 | Појединачна домаћинства која имају радио                                                         | 11925    |
| 180 | Појединачна домаћинства која имају телевизор                                                     | 13789    |
| 181 | Појединачна домаћинства која имају фрижидер                                                      | 11700    |
| 182 | Појединачна домаћинства која имају машину за веш                                                 | 8959     |
| 183 | Појединачна домаћинства која имају аутомобил или комби                                           | 5345     |
| 184 | Појединачна домаћинства која имају рачунар                                                       | 5362     |
| 185 | Појединачна домаћинства која имају фиксну телефонску линију                                      | 6997     |
| 186 | Појединачна домаћинства која имају мобилни телефон                                               | 10446    |
| 187 | Појединачна домаћинства која имају приступ интернету                                             | 4212     |
| 188 | Величина локације                                                                                | 10       |